# فرانسيس أندرسون
فرانسيس أندرسون (بالإنجليزية: Frances Anderson)‏ هي معالجة رياضية أمريكية، ولدت في القرن العشرين.